# Маслов Віктор Олександрович
Ві́ктор Олекса́ндрович Маслов (*14 (27) квітня 1910, Москва, Російська РФСР, СРСР — †11 травня 1977, Москва, росія) — радянський футболіст, півзахисник, тренер «Динамо» (Київ) у 1964—1970 роках.

## Біографія
Почав професійно грати у футбол 1927 року у Москві в клубі «Гірники». Виступав за клуби РДПК Москва (1930), АМО, ЗіС, «Торпедо» (всі- Москва, 1931—1940, 1941—1942), «Профспілки-I» (1941).
Головний тренер клубів: «Торпедо» Москва (1942—1948, 1957—1961, 1971—1973), «Торпедо» Горький (1949—1951), ФШМ Москва (1954—1956), СКА Р/Д (1962—1963), «Динамо» Київ (1964—1970), «Арарат» Єреван (1975). У 1963 очолював збірну Збройних Сил СРСР на першості Дружніх армій (перше місце).
Відіграв особливу роль у становленні клубу «Динамо» (Київ) — за його тренерства команда стала лідером радянського футболу. Майстер спорту, заслужений тренер СРСР (21 липня 1960). Коли очолював «Динамо», то одним з перших у СРСР застосував схему 4-4-2.

## Командні досягнення
- Провів у чемпіонатах СРСР 66 матчів, забив 1 гол.
- Срібний призер чемпіонату Москви 1934 і 1935 років.
- Бронзовий призер чемпіонату Москви 1934 року.
- Переможець Всесоюзної спартакіади профспілок 1932.

## Тренерські досягнення

### «Торпедо» Москва
- Чемпіон СРСР: 1960.
- Срібний призер чемпіонату СРСР: 1957, 1961.
- Бронзовий призер чемпіонату СРСР: 1945, 1953.
- Володар Кубка СРСР: 1952, 1960, 1972.
- Фіналіст Кубка СРСР: 1958, 1961.

### СКА Ростов-на-Дону
- 4-е місце у чемпіонаті СРСР 1963.
- Чемпіон Спартакіади дружніх армій (як збірна збройних сил СРСР): 1963

### «Динамо» Київ
- Чемпіон СРСР: 1966, 1967, 1968.
- Срібний призер чемпіонату СРСР: 1965, 1969.
- Володар Кубка СРСР: 1964, 1966.

### «Арарат» Єреван
- Володар Кубка СРСР: 1975.

### Індивідуальні визнання
- Найкращий тренер в історії футболу — 23 місце (France Football)[1][2][3]